# Phare de Claromecó
Le phare de Claromecó (en espagnol : Faro Claromecó) est un phare actif situé dans la ville de Claromecó (Partido de Tres Arroyos), dans la Province de Buenos Aires en Argentine. Il est géré par le Servicio de Hidrografía Naval (SHN) de la marine .

## Histoire
La construction du phare, par la société allemande Dyckerhoff & Widmann (en), a commencé en décembre 1921 et a été mis en service le 20 octobre 1922. Sa construction a été réalisée sur un terrain offert par María Larramendi de Bellocq, en raison de la nécessité d’empêcher les navires d’approcher des rives sablonneuses typiques de la région, rendant difficile la navigation côtière. Il possède 278 marches intérieures pour se rendre à la lanterne.
Le nom du phare vient du ruisseau du même nom situé au sud de la province de Buenos Aires. C'est le mot mapuches "claromecó" qui tire son origine de : "cla" (trois), "rume" (roseaux) et "co" (ruisseau, eau); dont la traduction serait : "Trois ruisseaux avec des roseaux".

## Description
Ce phare  est une tour cylindrique en maçonnerie, avec une galerie et une lanterne de 54 m de haut. La tour est peinte en blanc avec cinq bandes horizontales noires et la lanterne est blanche. Il émet, à une hauteur focale de 70 m, trois (2+1) éclats blanc par période de 30 secondes. Sa portée est de 25.9 milles nautiques (environ 48 km) pour le feu blanc et 11 milles nautiques (environ 16 km) pour le feu de réserve.
Identifiant : ARLHS : ARG-014 - Amirauté : G0942 - NGA : 110-19536 .

### Lien connexe
- Liste des phares d'Argentine